# Isoetes nigroreticulata
Isoetes nigroreticulata là một loài dương xỉ trong họ Isoetaceae. Loài này được Verdc. mô tả khoa học đầu tiên năm 2005.
Danh pháp khoa học của loài này chưa được làm sáng tỏ. 